# Hiroaki Samura
Hiroaki Samura (沙村広明) (Chiba, Japó, 17 de febrer de 1970) és un mangaka l'obra més coneguda és L'espasa de l'immortal, un manga protagonitzat per un Ronin anomenat Manji que Samura va començar a dibuixar el 1994. Va començar a dibuixar manga de manera professional després de guanyar un concurs celebrat per Afternoon Comics.